# Сердюк Катерина Володимирівна
Катерина Володимирівна Сердюк (нар. 16 вересня 1989, Харків) — українська лижниця. Член збірної України на зимових Олімпійських іграх 2014 року.

## Біографія
Катерина Сердюк народилась 1989 року. Вона закінчила Харківську державну академію фізичної культури. 19 грудня 2013 року виборола золоту медаль на XXVI Всесвітній зимовій універсіаді.
В лижні гонки прийшла з біатлону. 20 січня 2014 року Катерина Сердюк на міжнародних змаганнях з лижних гонок категорії FIS в Алма-Аті завоювала бронзову медаль. На кваліфікації Олімпіади 2014 року посіла 45-те місце, відставши від лідерки на 12,05 секунд.